# Carl Silfverstrand
Carl Johan Silfverstrand, né le 9 octobre 1885 à Helsingborg et mort le 2 janvier 1975 dans la même ville, est un athlète et un gymnaste artistique suédois.
Aux Jeux olympiques d'été de 1908 à Londres, il termine dixième du concours de saut à la perche et vingtième du concours de saut en longueur.
Lors des Jeux olympiques d'été de 1912 à Stockholm, il remporte une médaille d'or en système suédois par équipes.